# Tobi Amusan
Oluwatobiloba Ayomide Amusan, detta Tobi (Ijebu Ode, 23 aprile 1997), è un'ostacolista e velocista nigeriana, primatista mondiale dei 100 metri ostacoli con il tempo di 12"12, stabilito il 24 luglio 2022 in occasione dei campionati del mondo di Oregon 2022.

## Palmarès
| Anno | Manifestazione          | Sede           | Evento      | Risultato  | Prestazione | Note              |
| ---- | ----------------------- | -------------- | ----------- | ---------- | ----------- | ----------------- |
| 2013 | Mondiali U18            | Donec'k        | 200 m piani | Semifinale | dq          |                   |
| 2015 | Giochi panafricani      | Brazzaville    | 100 m hs    | Oro        | 13"15       |                   |
| 2016 | Mondiali U20            | Bydgoszcz      | 100 m hs    | 5ª         | 12"95       |                   |
| 2016 | Giochi olimpici         | Rio de Janeiro | 100 m hs    | Semifinale | 12"91       |                   |
| 2017 | Mondiali                | Londra         | 100 m hs    | Semifinale | 13"04       |                   |
| 2018 | Mondiali indoor         | Birmingham     | 60 m hs     | 7ª         | 8"05        |                   |
| 2018 | Giochi del Commonwealth | Gold Coast     | 100 m hs    | Oro        | 12"68       |                   |
| 2018 | Giochi del Commonwealth | Gold Coast     | 4×100 m     | Bronzo     | 42"75       |                   |
| 2018 | Campionati africani     | Asaba          | 100 m hs    | Oro        | 12"86       |                   |
| 2018 | Campionati africani     | Asaba          | 4×100 m     | Oro        | 43"77       |                   |
| 2019 | Giochi panafricani      | Rabat          | 100 m hs    | Oro        | 12"68       | Record dei Giochi |
| 2019 | Mondiali                | Doha           | 100 m hs    | 4ª         | 12"49       |                   |
| 2021 | Giochi olimpici         | Tokyo          | 100 m hs    | 4ª         | 12"60       |                   |
| 2021 | Giochi olimpici         | Tokyo          | 4×100 m     | Batteria   | 43"25       |                   |
| 2022 | Campionati africani     | Saint Pierre   | 100 m hs    | Oro        | 12"57       | w                 |
| 2022 | Campionati africani     | Saint Pierre   | 4×100 m     | Oro        | 44"45       |                   |
| 2022 | Mondiali                | Eugene         | 100 m hs    | Oro        | 12"06       | w                 |
| 2022 | Giochi del Commonwealth | Birmingham     | 100 m hs    | Oro        | 12"30       | Record dei Giochi |
| 2022 | Giochi del Commonwealth | Birmingham     | 4×100 m     | Oro        | 42"10       | Record africano   |
| 2023 | Mondiali                | Budapest       | 100 m hs    | 6ª         | 12"62       |                   |
| 2024 | Giochi panafricani      | Accra          | 100 m hs    | Oro        | 12"89       |                   |
| 2024 | Giochi panafricani      | Accra          | 4x100 m     | Oro        | 43"05       |                   |
| 2024 | Campionati africani     | Douala         | 4x100 m     | Oro        | 43"01       |                   |
| 2024 | Giochi olimpici         | Parigi         | 100 m hs    | Semifinale | 12"55       |                   |

## Altre competizioni internazionali
2021
- Oro al Weltklasse Zürich ( Zurigo), 100 m hs - 12"42
- Vincitrice della Diamond League nella specialità dei 100 m hs

2022
- Argento all'Athletissima ( Losanna), 100 m hs - 12"45
- Oro al Weltklasse Zürich ( Zurigo), 100 m hs - 12"29
- Vincitrice della Diamond League nella specialità dei 100 m hs

2023
- Argento all'Athletissima ( Losanna), 100 m hs - 12"47
- Oro al Bauhaus-Galan ( Stoccolma), 100 m hs - 12"52
- Oro al Kamila Skolimowska Memorial ( Chorzów), 100 m hs - 12"34
- Oro al Prefontaine Classic ( Eugene), 110 m hs - 12"33
- Vincitore della Diamond League nella specialità dei 110 m hs

2025
- Argento al Meeting de Paris ( Parigi), 100 m hs - 12"24
- Bronzo al Kamila Skolimowska Memorial ( Chorzów), 100 m hs - 12"25